# Wyspy Leti
Wyspy Leti (indonez. Kepulauan Leti) – archipelag w Indonezji pomiędzy morzami Banda i Timor, na wschód od wyspy Timor; wchodzi w skład prowincji Moluki; powierzchnia 750 km²; ok. 60 tys. mieszkańców.
Największe wyspy: Moa, Lakor, Leti. Powierzchnia nizinna; roślinność wtórna, głównie trawiasta.
Uprawa ryżu, palmy kokosowej, tytoniu; hodowla bydła; rybołówstwo. Główne miasto: Pati (na wyspie Moa).